# Agapetus ungulatus
Agapetus ungulatus är en nattsländeart som först beskrevs av Martin E. Mosely 1939.  Agapetus ungulatus ingår i släktet Agapetus och familjen stenhusnattsländor. Utöver nominatformen finns också underarten A. u. exsectus.